# David Zitelli
David Zitelli (* 30. Oktober 1968 in Mont-Saint-Martin, Département Meurthe-et-Moselle) ist ein ehemaliger französischer Fußballspieler und heutiger Trainer.

## Als Spieler

### Verein
In seiner 21-jährigen Spielerkarriere war Zitelli für verschiedene Klubs in Frankreich, Deutschland, Schottland und Belgien aktiv. Seine Karriere begann Zitelli beim AS Nancy. Nach seiner Zeit in Nancy war Zitelli ferner beim lothringischen Rivalen FC Metz sowie bei dessen elsässischen Rivalen Racing Straßburg aktiv. Bei letzterem gewann er 1997 den Coupe de la Ligue. Indes war Zitelli im Ausland beim Karlsruher SC, mit dem er in der deutschen Bundesliga spielte und bei Hibernian Edinburgh aktiv. Mit den Schotten stand er 2001 im Finale des nationalen Pokals. 2007 beendete er beim belgischen Amateurverein FC Bleid seine aktive Karriere.

### Nationalmannschaft
Am 27. Mai 1990 absolvierte Zitelli ein Testspiel für die französische U-21-Nationalmannschaft gegen Jugoslawien. Beim 4:3-Heimsiegieg in Bormes-les-Mimosas kam er über die kompletten 90 Minuten zum Einsatz und erzielte dabei zwei Treffer.

### Erfolge
- Französischer Ligapokalsieger: 1997

## Als Trainer
Zinelli übernahm nach seinem Karriereende den Trainerposten des FC Bleid und wechselte 2008 von dort in den Trainerstab der AS Nancy. Ab 2010 war er für drei Jahre Co-Trainer des CSO Amnéville und bekleidete diese Position 2013/14 auch beim F91 Düdelingen in Luxemburg. Mit dem F91 konnte er die Meisterschaft gewinnen. Dann war er eine Spielzeit der Konditionstrainer des FC Progrès Niederkorn und von 2016 bis 2018 als Co-Trainer des FC Differdingen 03 aktiv. Zuletzt war er 2022 für zwei Monate Übungsleiter des Erstligisten US Bad Mondorf.

### Erfolge
- Luxemburgischer Meister: 2014